# ليوبولد سنغور

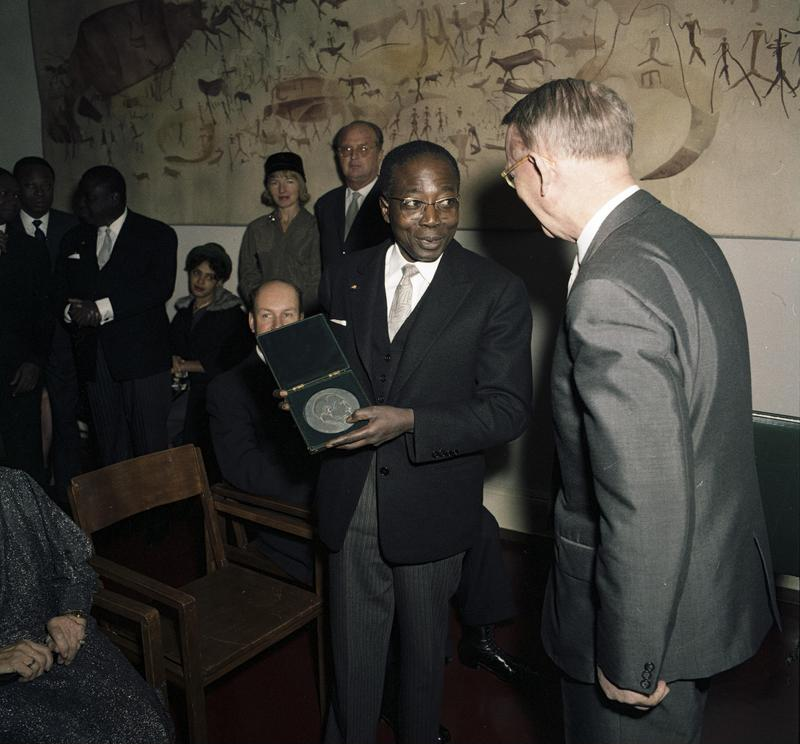

ليوبولد سيدار سنغور (أو سنجور) (9 أكتوبر 1906 - 20 ديسمبر 2001)  الشاعر الرئيس (Léopold Sédar Senghor) كان أول رئيس للسنغال (1960-1980) ثم تنازل بمحض إرادته عن الرئاسة مرشحاً (عبدو ضيوف) خلفاً له.
أديب عالمي وشاعر مشهور يعتبر الكثيرون ليوبولد سنغور أحد أهم المفكرين الأفارقة من القرن العشرين.

## بداية الحياة
ولد ليوبولد سيدار سنغور في 9 أكتوبر 1906 في مدينة ساحلية صغيرة، وحوالي مئة كيلومتر جنوب داكار - والده ديوغويي سنغور، كان رجل أعمال ينتمي إلى البرجوازية القبيلة سيرر، مجموعة أقلية في السنغال -
والدة ليوبولد غنيلاني ندييمي باخوو، زوجة أبيه الثالثة، وكان المسلمون من أصل أهله ينتمون إلى قبيلة تلد ستة أطفال، من بينهم اثنان من الأولاد..
في سن الثامنة بدأ سنغور دراساته في السنغال في نغاسوبيل مدرسة داخلية للآباء من الروح القدس.. في عام 1922 دخل المدرسة وهو في داكار وعندما قيل له الحياة الدينية لم يكن له حضر مؤسسة علمانية.
بحلول ذلك الوقت، كان فعلا عاطفي عن الأدب الفرنسي. وميّز نفسه باللغة الفرنسية، اللاتينية، اليونانية والجبر. أكمل البكالوريا، حصل على منحة لمتابعة دراسته في فرنسا.

## السنغال
كان سنغور أحد مؤيدي فيدرالية الدول الأفريقية المستقلة حديثا، وهو نوع من «الكومنولث الفرنسية» الفيدرالية لا تحبذه البلدان الأفريقية، أنه قرر تشكيل لمع موديبو كيتا، ومالي مع الاتحاد الفرنسي السابق السودان (مالي الحديثة). سنغور كان رئيسا للجمعية الاتحادية حتى فشلها في 1960 بعد ذلك، أصبح أول سنغور رئيس جمهورية السنغال، وانتخب في 5 أيلول / سبتمبر 1960. وهو مؤلف النشيد الوطني السنغالي (الأسد الأحمر).
رئيس الوزراء مامادو ديا كان مسؤولا عن تنفيذ السنغال خطة الإنمائية الطويلة الأجل، في حين أن سنغور كان مسؤولا عن العلاقات الخارجية.
اختلف الرجلان بسرعة. وفي كانون الأول / ديسمبر 1962، واعتقل مامادو ديا المشتبه في التحريض على الانقلاب. وبقي في السجن لمدة اثنتي عشرة سنة. وفي أعقاب ذلك، أوجد سنغور نظام رئاسي. وفي 22 آذار / مارس 1967، نجى سنغور من محاولة اعتداء على حياته. والمتهم حكم عليه بالإعدام.
استقال منصبه قبل نهاية فترة حكمه الخامسة في كانون الأول / ديسمبر 1980. حلّ عبده ضيوف محله على رأس البلاد.. تحت قيادته رئيس السنغال بدأت مولتي نظام الأحزاب (تقتصر على ثلاثة: الاشتراكي والشيوعي والليبرالي) وكذلك أداء النظام التعليمي..
كثيرا ما ينظر إلى سنغور كذبا باعتباره ديموقراطي؛ إلا أنه فرض نظام الحزب الواحد وسحق بعنف عدة حركات الاحتجاج الطلابية. على الرغم من انتهاء فترة الاستعمار الرسمية فإن قيمة العملة السنغالية واصلت فرنسا تحديدها، وبقي التعلم باللغة الفرنسية، وحكم سنغور البلاد مع المستشارين السياسيين الفرنسيين.

## الفرنكوفونية
أعرب سنغور عن تأييده لإنشاء لجنة المنظمة الدولية للفرنكوفونية وقد انتخب نائبا لرئيس المجلس الأعلى للناطقين باللغة الفرنسية. في 1982، كان أحد مؤسسي رابطة فرنسا والبلدان النامية تهدف إلى لفت الانتباه إلى مشاكل البلدان النامية.

## الزنوجة
أول من قال بالزنوجة هو إيميه سيزار الذي يعود أصله إلى جزيرة المارتنيك، إلا أن ليوبولد سيدار سنغور هو فيلسوفها، كثيرا ما كان يقول «الأبيص لا يستطيع البتة أن يكون أسود لأن السواد هو الحكمة والجمال».
من خلال فلسفة الزنوجة، طالب سنغور بعدم الأخذ بالتمثل الفكري الذي خنق الشخصية الزنجية مع إعادة التباهي بأفريقيا عن طريق شرح العادات والأغراض والمؤسسات القبلية وتزكيتها وتمجيد الأبطال الأفريقيين. فطن سنغور باكرا إلى قيمة المعطى الثقافي في الصراع بين الحضارات.

## أعمال سنغور الشعرية
من بينها;
- «قربان أسود» (1948)
- «إثيوبيات» (1956)
- «ليليات» (1961)
- «رثاء الصابيات» (1969).

## السنوات الأخيرة
أمضى السنوات الأخيرة من حياته مع زوجته في فيرسون، نورماندي، حيث وافته المنية في 20 كانون الأول / ديسمبر 2001. تشييعه كان في 29 كانون الأول / ديسمبر 2001 في داكار. من المسؤولون الفرنسيون الذين حضروا، رئيس الجمعية الوطنية الفرنسية وشارل جوسلان، وزير الدولة الفرنسي للشؤون الخارجية، مكلف للناطقين باللغة الفرنسية - جاك شيراك رئيس الجمهورية الفرنسية وليونيل جوسبان رئيس الوزراء لم يحضرا. فشلهم لحضور جنازة سنغور أدى إلى موجات غضب رؤي من عدم الاعتراف السياسي من أجل ما كان في حياته.

## وصلات خارجية
- ليوبولد سنغور على موقع أرشيف الشارخ.
- ليوبولد سنغور على موقع IMDb (الإنجليزية)
- ليوبولد سنغور على موقع الموسوعة البريطانية (الإنجليزية)
- ليوبولد سنغور على موقع مونزينجر (الألمانية)
- ليوبولد سنغور على موقع ألو سيني (الفرنسية)
- ليوبولد سنغور على موقع ميوزك برينز (الإنجليزية)
- ليوبولد سنغور على موقع إن إن دي بي (الإنجليزية)
- ليوبولد سنغور على موقع ديسكوغز (الإنجليزية)
- ليوبولد سنغور على موقع قاعدة بيانات الفيلم (الإنجليزية)
- سيرة ليوبولد سنغور - الأكاديمية الفرنسية (بالفرنسية)
- صفحة ليوبولد سنغور على موقع الجمعية الوطنية الفرنسية (بالفرنسية)